# 현진 (작곡가)
현진(본명: 김현진, 1993년 2월 9일 ~ )은 대한민국의 작곡가 겸 음악 프로듀서이다.

## 음반 목록

### 싱글
- 2021년 12월 25일 - 〈The Temperature : Dream〉 (with 환웅)
- 2022년 4월 22일 - 〈The Temperature : Midnight city〉 (with 디에이치)
- 2022년 9월 16일 - 〈The Temperature : Little Rain〉 (with 환웅)
- 2023년 2월 19일 - 〈The Temperature : End of Moon〉 (with 환웅)
- 2023년 12월 10일 - 〈Doesn't make sense〉 (with 박수민)
- 2024년 8월 24일 - 〈Another Temperature : Summer〉 (with 환웅)